# Pukalani
Pukalani är en stad i Maui County, Hawaii, USA med cirka 7 380 invånare (2000). Den har enligt United States Census Bureau en area på totalt 11,4 km² varav allt är land. 